# Scano Boa (film)
Scano Boa (titlul original: în italiană Scano Boa) este un film dramatic hispano-italian, realizat în 1961 de regizorul Renato Dall'Ara, după romanul omonim al scriitorului Gian Antonio Cibotto, care are la bază un eveniment petrecut în Delta Padului la 6 februarie 1954.
Protagoniști sunt actorii Alain Cuny, Carla Gravina, José Suárez și Gianfranco Penzo.

## Rezumat
După zece ani de absență, tatăl Clarei se întoarce în micul său sat din delta Padului și luând fiica cu el, locuiesc în casa unei mătuși, stabilindu-se în Scano Boa, un sat sărac de pescari. Noii sosiți stârnesc resentimentele locuitorilor, care nu ezită să le atribuie cauza oricărei nenorociri, în special pe aceea a nesosirii în zonă a sturionilor, peștele delicios pe a cărui captură se sprijină speranțele de existență a tuturor pescarilor din sat. Această prejudecată îl împinge pe Baronello, un locuitor al satului, să o violeze pe Clara tânăra sosită, dar nimeni neștiind asta în afară de Sguerzin care i-a văzut, fata rămâne tăcută, tăinuind ce i s-a întâmplat. 
Când în sfârșit au apărut sturionii mari în apele Scanoului, toți bărbații se avântă în grabă cu harpoane în bărci, să-i vâneze. Tatăl Clarei, fără experiență și ocolit de toată lumea, încercând să prindă un pește mare, cade din barcă și se îneacă. În timpul tradiționalei înmormântări în apele lagunei, Clara prezentă pe ultimul drum al tatălui ei cu bărcile pe lagună, dă naștere unui copil ajutată de femeile din sat prezente. Baroncello prezent și el, decide să se căsătorească cu ea.

## Distribuție
- Alain Cuny – Cavarzvan
- Carla Gravina – Clara, fiica sa
- José Suárez – Baroncello
- Gianfranco Penzo – Sguerzin, puștiul
- Giuliana Rivera –
- Walter Santesso –
- José Jaspe –
- Giò Sartori –
- Emma Penella – Buba
- Olga Solbelli –
- Giulio Calì –
- Giuliana Rivera –
- Ugo Novello –
- Marisa Solinas –
- Mara Revel –
- Polidor –
- Maria Zanoli –